# Simone Sédan
Simone Sédan, née Bauby à Grenoble le 1er mai 1898 et morte le 27 août 1954 à Marseille, est une médecin française.
Elle est tout à la fois une figure emblématique de l'émancipation féminine au sein de la société civile en général et du corps médical en particulier durant la première moitié du XXe siècle, tout autant qu'une personnalité reconnue pour son œuvre en faveur de la protection maternelle et infantile à Marseille.

## Formation et famille
C'est à Marseille, où son père, officier, a été muté, qu'elle commence ses études de médecine pendant la Première Guerre mondiale. À cette époque, Marseille ne dispose encore que d'une école de médecine dite école de plein exercice. Par conséquent, et jusqu'à l’ouverture de l'école en faculté de médecine en 1930, les étudiants marseillais doivent aller soutenir leur thèse de doctorat à l'extérieur. C'est donc à la faculté de médecine de Montpellier qu'elle soutient, en 1926, sa thèse intitulée Projet d'une organisation de la protection de l'enfance à Marseille. Elle rencontre à l'école de médecine, Jean Sédan, médecin démobilisé en 1919, et l'épouse le 13 septembre 1920. Elle refuse de présenter le concours de l'internat, pour « ne pas prendre un poste à ceux qui revenaient de la guerre ». Jean Sédan a fait une carrière d'ophtalmologiste hospitalier, il a créé le service d'ophtalmologie de l'hôpital Saint-Joseph de Marseille dans lequel Simone est son assistante. Le couple a deux fils, Henry né en 1921 et mort dans le maquis de la Haute-Tinée le 27 août 1944 et, Robert (1928-1996) à son tour neurochirurgien de renom (créateur de la neurochirurgie stéréotaxique à Marseille).

## Carrière et œuvres
Au lendemain de la guerre, la situation sanitaire et sociale en France est mauvaise en particulier dans les couches populaires des grandes villes. Ce constat va déterminer l'engagement de Simone Sédan. Dans ce contexte socialement défavorable, l'enfance constitue une priorité sanitaire, encore augmentée par la dénatalité consécutive à la saignée de la guerre. La promotion de l'hygiène sociale va devenir une constante de l'action des pouvoirs publics entre les deux guerres mondiales. Forte de sa volonté de développer à Marseille une action de protection de l'enfance, Simone Sédan préside à la fondation le 20 janvier 1926 d'une association d'infirmières-visiteuses chargée de la protection maternelle et infantile sur le territoire marseillais. Les infirmières-visiteuses sont apparues 20 ans auparavant, dans le cadre de la lutte contre la tuberculose. Elles ne se contentent pas de soigner, elles forment à la prévention, et elles se déplacent à domicile pour suivre l'application des consignes. Simone Sédan reprend le concept, et forte du succès de l'expérience lyonnaise, qu'elle est allée observer sur place, elle l'étend donc à la surveillance de la grossesse, des nourrissons, des enfants de moins de 6 ans, etc. Pour ce faire, Marseille est quadrillée en districts, composés de secteurs, chacun doté d'une infirmière-visiteuse, à laquelle sont signalées les familles à prendre en charge. L'infirmière visite chacune, observe les conditions d'existence, éduque la mère, conduit au besoin l'enfant en consultation, veille au suivi des prescriptions. L'organisation s'appuie ensuite sur un système très précis de remontées des informations et de coordination. En 1938, ce service devient le Service social familial. Avec ses infirmières-visiteuses, Simone Sédan anticipe en quelque sorte la création des assistantes sociales. En 1941, du fait de son efficacité reconnue, l'association devient le Service social de l'enfance, structure publique.
Pendant la Seconde Guerre mondiale, Simone Sédan s'implique dans l'institution de Germaine Poinso-Chapuis qui allait devenir la Sauvegarde de l'enfance, plus spécifiquement dédiée à l'accompagnement de la délinquance juvénile. À cette époque encore, elle devient un des piliers de la section départementale du Comité national de l'enfance, et crée la Semaine de l'enfance (événement annuel destiné à la collecte de ressources). Elle intègre l'association départementale de la Croix-Rouge dont elle dirige la section enfance, alors que son père, le général Bauby en assure la présidence. 
En 1946, à la demande de la ville de Marseille, elle est à l'origine du projet de création d'un aérium destiné au rétablissement des enfants de 3 à 6 ans. Après une année d'expérience pilote réussie au château de Méreuil (Hautes-Alpes), la Croix-Rouge développe le concept et Simone Sédan en est jusqu'à sa disparition le mentor, présidant aux agrandissements successifs. Enfin elle est à l'origine de la création de la crèche du boulevard des Dames (Marseille) par la section enfance de la Croix-Rouge.
À partir de 1944, sa réputation est telle qu'elle est sollicitée par de nombreuses œuvres sociales, aux conseils d'administration desquelles elle siège.
Outre le fait d'avoir été l'initiatrice de la lutte contre la mortalité infantile à Marseille, le Dr Simone Sédan a toujours poursuivi son activité clinique, aux côtés de son mari, le Dr Jean Sédan, allant jusqu'à diriger le service d'ophtalmologie de l'hôpital Saint-Joseph de Marseille, laissant le souvenir d'une praticienne émérite et d'une scientifique avisée. Elle décède à 56 ans des suites d'un cancer du sein, 10 ans jour pour jour après son fils Henry.

## Hommages
La ville de Marseille, dans une délibération du 14 mai 1956, a donné son nom à l'ancienne rue Autiq, où siégeait le comité de la Croix Rouge (et aussi sa clinique et son école d'infirmières), dans le 5e arrondissement de Marseille, afin de rendre hommage « à celle qui s'est distinguée à l'attention de nos concitoyens par ses remarquables œuvres sociales en faveur de l'enfance ».
La Croix Rouge a donné le nom de Simone Sédan au nouveau pavillon, inauguré en juillet 1956, du château de Méreuil.
Dans sa station de métro de La Timone, qui dessert le plus grand hôpital public marseillais, la régie des transports marseillais (RTM), honore par de grands portraits sur verre, six des plus grands praticiens de l'histoire médicale de la cité phocéenne depuis Crinas médecin marseillais du Ier siècle. Simone Sédan y est la seule femme. La photo est sous-titrée « Simone Sédan. Médecin, précurseur de la médecine sociale et humanitaire à Marseille ».